# Rívá (město)
Rívá (hindsky रीवा, anglicky Rewa nebo Rewah) je město v Madhjapradéši, jednom ze svazových států Indie. K roku 2011 mělo zhruba 235 tisíc obyvatel.

## Poloha a doprava
Rívá leží na severovýchodě Madhjapradéše v historické oblasti Baghélkhand. Od Bhópálu, hlavního města Madhjapradéše, je vzdáleno přibližně 420 kilometrů severovýchodně, od bližšího Džabalpuru 230 kilometrů severovýchodně a od Prajágrádže v sousedním Uttarpradéši přibližně 130 kilometrů jihozápadně.
Z Rívá vede padesát kilometrů dlouhá železniční trať na západ do Satná, kde se připojuje na páteřní železniční trať Bombaj – Iláhábád – Kalkata.

## Dějiny
Jméno je společného původu s jedním z jmen řeky Narmady, která ovšem Rívá neprotéká a teče stovky kilometrů jižně. V letech 1790–1950 bylo Rívá hlavním městem stejnojmenného státu, jednoho z indických knížecích států, jehož dějiny sahají podle legend až do roku 1140.

## Průmysl
Těžba vápence a uhlí v oblasti vedla k tomu, že se Rívá etablovalo jako středisko výroby cementu.

## Kultura
Oblast kolem Rívá je známá svými lesy, které mimo jiné prý sloužily jako jedna z předloh Knihy džunglí Rudyarda Kiplinga. 